# Stenophylax permistus
Stenophylax permistus är en nattsländeart som beskrevs av Mclachlan 1895. Stenophylax permistus ingår i släktet Stenophylax och familjen husmasknattsländor. Arten är reproducerande i Sverige. Inga underarter finns listade i Catalogue of Life.

## Bildgalleri

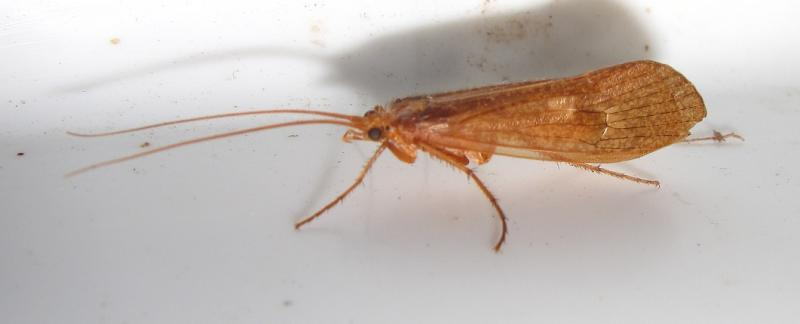